# Medgeneracijsko sodelovanje na delovnem mestu
Medgeneracijsko sodelovanje temelji na medgeneracijskem učenju, ki zagotavlja prenos, izmenjavo znanja in izkušenj na področju dela ter solidarno pomoč med generacijami. Mlade generacije s prenosom znanja in izkušenj veliko pridobijo ter lažje vstopajo na trg dela, starejši pa ostajajo dlje časa aktivnejši na trgu dela. Razumemo ga lahko tudi kot izmenjavo izkušenj in spoznanj, druženje, učenje, pomoč ene generacije drugi, ustvarjanje, ohranjanje in širjenje socialne mreže. Gre za materialno varnost in ohranjanje kulturne dediščine ter socialno in čustveno oporo.

## Potreba današnjega časa
V današnjem času se poklicna kariera vedno bolj podaljšuje oz. razteza čez večji starostni interval. Zaposleni namreč pričenjajo kariero okoli 30. leta, končujejo pa jo v obdobju pozne starosti. Med tem časom se usposabljajo, dodatno izobražujejo, napredujejo, poučujejo druge in ne nazadnje se upokojijo. Tekom svoje kariere se učijo novih stvari ter jih predajajo naprej, kar najučinkovitejše poteka preko medgeneracijskega sodelovanja. Mlajši zaposleni v podjetje prinesejo novo, sveže znanje, katerega predajo naprej starejšim zaposlenim, le ti pa mlajše naučijo utečenih navad in postopkov v podjetju, lahko so tudi njihovi mentorji. Na takšen način znanje podjetja oz. organizacije kroži med zaposlenimi in se nadgrajuje hkrati pa medgeneracijsko sodelovanje poskrbi za dobre odnose med zaposlenimi in prijetno klimo.
Stalna absorbcija in uspešna uporaba informacij, tako s trga (eksterne informacije) kot s strani drugih ključnih deleženikov, še posebej pa zaposlenih (interne informacije), sta namreč ključni za ohranjanje vitalnosti oz. uspeh vsake organizacije. Dokler je organizacija odprta do novih informacij, jih sprejema in sistematično deli znotraj organizacije, toliko časa ostaja vitalna – v nasprotnem primeru postaja samozadostna, birokratsko vodena, rigidna in počasi, a zanesljivo izgublja svoje trajne konkurenčne prednosti, ki na dolgi rok bazirajo predvsem na ljudeh in na sistematični uporabi njihovega potenciala, kot je razvidno tudi iz spodnje slike.
Zato je medgeneracijsko sodelovanje v organizacijah še toliko bolj pomembno. Tudi Slovenci postajamo vedno bolj dolgoživa družba. Leta 2010 je bila povprečna pričakovana življenjska doba za moške 74 let, za ženske pa 81, trend pa je ob tem še vedno obrnjen navzgor. Istega leta je bilo v Sloveniji 16 % vsega prebivalstva starih nad 65 let, ta odstotek pa naj bi se do leta 2050 podvojil na 32 %. Staranje prebivalstva pospešuje še nizka stopnja rodnosti.
Štiri sklopi najbolj perečih demografskih problemov so namreč naslednji:
1. rodnost je veliko prenizka za naravno obnavljanje starajočega se prebivalstva.
2. mlada generacija se težko vključuje v samostojno zaposlitev in družinsko življenje.
3. srednja generacija zgodaj odhaja v pokoj – s tem je povezano protislovje, da je tretja generacija danes ekonomsko najbolj samostojna in zdravstveno sposobna v dosedanji zgodovini, obenem pa s pokojninami sistemsko najbolj odvisna od srednje in po drugi strani najbolj družbeno marginalizirana in osebno osamljena.
4. naglo narašča delež tretje generacije, zlasti najstarejših ljudi, ki potrebujejo veliko oskrbe in nege.
Povsod po svetu se živi dlje, obenem pa se daljša tudi doba, ki jo bomo preživeli na delovnem mestu. Zato je za podjetja strateško pomembno, da sistematično razvijajo in promovirajo medgeneracijsko sodelovanje v delovnih sredinah, vendar je trenutna situacija v Sloveniji še precej drugačna:
1.	Sodobne družbe ne izkoriščajo dovolj potenciala vseh generacij in ne omogočajo, da bi vse generacije v celoti in v medsebojnem sodelovanju razvile svoje potenciale. Mehanizmi za učinkovit prenos znanja med generacijami so slabo razviti in to pomeni izgubo za družbo kot celoto.
2.	Staranje še vedno prepogosto dojemamo kot negativen proces, je pa zgolj eno obdobje v življenju človeka s svojimi posebnostmi. Za starost se je treba pripravljati celo življenje. Prepogosto se spregleda, da so za kakovostno življenje starih ljudi odgovorne vse generacije in da obstoj vsake uspešne družbe temelji na krogotoku t. i. odložene medgeneracijske menjave, od katere je odvisno blagostanje družbe kot celote. Stare ljudi vse prepogosto dojemamo kot breme za družbo, pozabljamo pa na vire moči, s katerimi stari ljudje bogatijo družbo in ostale generacije.
3.	Pri medgeneracijskem sodelovanju se pogosto pozablja na pomen vključenosti vseh treh generacij (mladi, vmesna (»sendvič«) generacija, stari). Medgeneracijsko sodelovanje mora izhajati iz dejavnega sodelovanja in komunikacije med generacijami na vseh področjih družbenega delovanja.

## Znanje organizacij oz. podjetij
V organizaciji obstaja znanje v več oblikah. Lahko je eksplicitno ali implicitno oziroma tiho znanje. 
Tiho (skrito, osebno) znanje je osebna oblika znanja (človeški kapital), ki se pridobi le z neposrednimi izkušnjami na določenem področju ter opazovanjem in temelji na pričakovanjih, vrednotah ter občutenju.  Človek ve več, kot lahko to izrazi ter zna delati stvari, ne da bi razmišljal o tem, kako to počne. Tisti, ki ima to znanje, ga ne more zlahka, z besedo ali razlago posredovati drugemu. Pri delu smo lahko zelo uspešni, vendar nismo sposobni natančno določiti, kaj je tisto, kar povzroča uspeh in kako. 
Že prej omenjeno eksplicitno znanje se od tihega znanja v nekaterih značilnostih razlikuje. Eksplicitno znanje lahko kodiramo in povzamemo, celo shranimo in izmenjujemo. Gre za formalno teoretično znanje, ki je v obliki zbirk podatkov, priročnikov, navodil ipd., objektivno znanje, ki se lahko ubesedi ali kako drugače prikaže (s simboli, diagrami, znaki). Tako dobi obliko, ki omogoča učinkovito prenašanje bistva znanja, tj. razumevanje. Njegovi nosilci so ljudje in različne zbirke podatkov. V nasprotju s tem je tiho znanje intuitivno in ga je težko prenašati. Gre za osebno znanje pri ljudeh, ki je nekodificirano in ga je težko opisati, je v mislih ljudi in ga pridobimo z izkušnjami. Nonaka in Takeuchi (1995) menita, da se znanje prenaša s štirimi oblikami tokov med tihim in eksplicitnim znanjem.
V učeči organizaciji je potrebno zagotoviti:

1.	vsrkavanje in kroženje idej

2.	prenos znanja med člani organizacije

3.	navdušenje za eksperimentiranje

4.	pripravljenost na neuspeh.
Čeprav se tiho znanje nanaša predvsem na posameznika, postane zaradi stikov z drugimi v organizaciji znanje skupin in znanje, ki se ga uporablja v ustaljeni praksi. S tem postane poleg vira človeškega kapitala tudi vir strukturnega kapital organizacije. Prav to znanje je najtrajnejši vir doseganja konkurenčne prednosti. Strukturni kapital je last organizacije in ga lahko ta zadrži. Kaže se torej potreba po pretvorbi človeškega kapitala v strukturnega. To pomeni težnjo po pretvorbi tihega znanja v izrečenega. Znanje organizacije je seštevek znanja v organizacijo povezanih članov, ki se prizadevajo za dosego njenega cilja. Posameznik se v njej ne uči neodvisno, saj sprememba znanja in delovanja pri njem vodi tudi do spremembe pri drugih. Pridobivanje, uporaba znanja in pozornost morajo biti pri tem vzajemni. To kaže na potrebo po koordinaciji znanja, ki ga razvijajo posamezniki. Izvaja jo manager in skrbi tudi za njegovo usklajenost v skupnem znanju organizacije. Odnosi med člani organizacije vodijo k sinergiji znanja. Zato je njeno znanje večje kot seštevek znanja članov. Ustvarjanje znanja je nenehen proces, ki poteka v odnosih med posamezniki ali med njimi in okoljem. Eksplicitno znanje je za organizacijo manj zanimiva vrsta znanja, saj je le redko vir trajnejše konkurenčne prednosti. Mogoče ga je izražati s simboli in ga tako prenašati na zaposlene v drugih enotah organizacije ter seveda v druge organizacije. Najdemo ga v učbenikih, patentnih, dokumentih, računalniških programih, načrtih, priročnikih ipd. Čeprav je zaščiteno kot industrijska lastnina in mu patentni omogočajo pridobivanje dobička, je lahko časovno omejeno, marsikje pa je to pravico celo težko uveljaviti.
Organizacije oz. podjetja ves čas težijo k temu, da tiho znanje ostane znotraj organizacije, kar pomeni, da se prenaša iz sodelavca na sodelavca, vodje na vodjo, delavca, ki zapušča delovno mesto na tistega, ki ga bo nasledil. Tako znanje ves čas kroži, se predaja, izmenjuje ter hkrati nadgrajuje in dopolnjuje. Organizacija raste skupaj z znanjem, kar med drugim omogoča tudi medgeneracijsko sodelovanje zaposlenih.

## Vrste medgeneracijskega sodelovanja
V tujini in na Slovenskem se že razvijajo in vzpostavljajo različni koncepti za prenos znanja, spretnosti in izkušenj med zaposlenimi. V literaturi in praksi najdemo različne možnosti:
a)	mentorske sheme

b)	krožno zaposlovanje (angl. job rotation)

c)	medgeneracijski management

d)	management talentov

e)	coaching

### Mentorske sheme
Mentorske sheme predstavljajo učinkovit prenos znanja med generacijami zaposlenih v podjetjih, saj je mentorstvo najbolj naraven proces prenosa izkušenj in znanja od starejših na mlajše, od bolj izkušenih na manj izkušene, najboljši timi pa so sestavljeni iz različnih sodelavcev. Kakovost je torej v raznolikosti. 
Koncept mentorskih shem temelji na metodi mentorstva, pomoči ene osebe drugi in je najučinkovitejši integriran učni proces.

### Krožno zaposlovanje
Sistem krožnega zaposlovanja je eno izmed najučinkovitejših orodij, ki prispeva k večji prožnosti trga dela. Krožno zaposlovanje vpeljuje kroženje med delom in usposabljanjem. Osnovna ideja je omogočiti zaposlenim, da zaradi usposabljanja začasno zapustijo svoje delovno mesto, ob tem pa ostane delovni proces neprekinjen. Tako zaposlenega, ki se usposablja, nadomesti oseba izven podjetja, ki je ustrezno usposobljena in lahko začne takoj delovati v delovnem procesu podjetja. Koncept krožnega zaposlovanja tako hkrati izpolnjuje dva cilja: dodatno izobraževanje delavcev in vključevanje brezposelnih na trg dela.
Danes podjetja vedno pogosteje usposabljajo svoje zaposlene. To od podjetij zahteva, da na eni strani poiščejo ustrezne programe usposabljanja, na drugi strani pa poskrbijo za kadrovske zamenjave, da lahko delo nemoteno teče tudi v času usposabljanja.
Krožno zaposlovanje predstavljata dva tipa kroženj in sicer kroženje zadolžitve in kroženje delovnega mesta.

##### Kroženje zadolžitve (angl. Task rotation)
Ta tip krožnega zaposlovanja je značilen za delovna mesta, kjer je potrebna visoka raven fizične ali psihične obremenitve, zaradi ponavljajočega delovnega ritma in nalog. Čez čas takšne zadolžitve zaposlene izčrpajo, saj delo postane zelo utrudljivo in dolgočasno. Zaposleni se v takšnih primerih prestavi na manj stresno delovno mesto za kratek čas, da si lahko odpočijejo od napornega dela.

##### Kroženje delovnega mesta (angl. Position rotation)
Predstavlja proces premikanja zaposlenega z enega delovnega mesta na drugega znotraj področja organizacije lahko pa tudi geografskega področja. Namen kroženja je omogočiti zaposlenemu dodatna izobraževanja in razvijanja njegove poklicne kariere. Tako je izpostavljen novemu znanju, veščinam in perspektivam. Kroženje delovnega mesta lahko razdelimo še na dve podkategoriji in sicer na:

a)	znotraj-funkcijsko kroženje (angl. within-function rotation), kjer zaposleni kroži med delovnimi mesti s podobno količino odgovornosti in v podobnih operativnih področjih, in na
b)	navzkrižno-funkcijsko kroženje (angl. cross-functional rotation), ki pa vsebuje zaporedje delovnih mest, pri katerih pogosto gre za povečevanje zahtevnosti in odgovornosti zaposlenega.
Krožno zaposlovanje lahko poteka kot nadomeščanje na delovnem mestu ali kot delitev delovnega mesta. Obliki dela sta v večini evropskih držav že zelo pogosti, v Sloveniji pa je šele v fazi uvajanja.

##### Nadomeščanje na delovnem mestu
Nadomeščanje delovnega mesta pomeni, da se na mesto delavca, ki se trenutno izobražuje in prejema plačo, zaposli brezposelna oseba, ki ji delo plačuje Zavod za zaposlovanje in tako za podjetje ne predstavlja dodatnega stroška.

##### Delitev delovnega mesta
Delitev delovnega mesta je praksa, da si eno delovno mesto delita dva delavca, ki na tem delovnem mestu delata za krajši delovni čas.Tudi ta oblika zaposlitve je z vidika stroškov delodajalca precej nestimulativna.
Sistem krožnega zaposlovanja nudi močno podporo mobilnosti in prehodnosti na trgu dela, saj temelji na razvoju kompetenc. Priprava in izvedba krožnega zaposlovanja pa zahteva sodelovanje socialnih partnerjev tako na nacionalnem nivoju kot na nivoju podjetij oz. organizacij.

#### Prednosti krožnega zaposlovanja
a)	poveča zadovoljstvo in motivacijo zaposlenih, saj jim s kroženjem zadolžitve organizacija zmanjšuje število stresnih situacij

b)	dodatno spodbuja usposabljanje zaposlenih za različne spretnosti, kar posledično poveča fleksibilnost in prilagodljivost organizacije

c)	kroženje delovnega mesta pripravi potencialne zaposlene za bodoča vodilna mesta, saj jim omogoča širiti znanje, veščin in perspektive

d)	povečuje število osebnih odnosov med zaposlenimi v organizaciji, pri katerih posledično dvigne raven lojalnosti in povezanosti do organizacije

e)	zmanjša naveličanost in samozadovoljnost zaposlenih

f)	poveča produktivnost in kakovost opravljenega dela

#### Slabosti krožnega zaposlovanja
a)	vsa podjetja oz. organizacije niso primerne za krožno zaposlovanje

b)	zaposleni ne razvijejo profesionalnosti na enem področju, saj se ves čas prestavljajo iz enega delovnega mesta na drugega

c)	višja poraba časa in virov, saj se zaposleni zanašajo na rotacijski program

d)	tveganje porabe časa in virov za zaposlene, kateri niso vredni napredovanja in dodatnega usposabljanja

e)	zaposleni ne želijo zamenjati svojega delovnega mesta, zaradi več razlogov (imajo lažjo službo, si je drugi ne zaslužijo…)

f)	težaven proces usklajevanja in menjavanja različnih delovnih mest med različne zaposlene

### Medgeneracijski management
Medgeneracijski management v podjetju koodinira, nadzoruje in usmerja raznolikost glede na različne starostne strukture zaposlenih, z namenom uspešnega doseganja strateških ciljev. Njegove aktivnosti so enakovredno usmerjene na vse starostne skupine in med vse organizacijske nivoje zaposlenih in so del organizacijske kulture podjetja. 
Upravljanje medgeneracijskih razmerij delavcev je že od nekdaj velik izziv. Izzivi bodočega managementa izvirajo iz medgeneracijskih razlik v življenjskih slogih, družinskih razmerah, kariernih izkušnjah in pričakovanjih, ki jih je potrebno upravljati in usklajevati. Medgeneracijske razlike se kažejo v komunikacijskih slogih, delovni etiki, odnosu do avtoritete, razumevanju timskega dela in osebne odgovornosti ter odnosu do tehnologije. Medgeneracijski management ne prinaša uspeha kar čez noč, saj so najprej potrebne korenite spremembe v organizacijski kulturi. V organizaciji mora zavladati miselnost, da je uspešnost zaposlenih odvisna od njihovih sposobnosti in ne starosti. Različno stari ljudje prinašajo na delovno mesto različne vrednote, življenjske stile, poglede in razmišljanja. Zato imajo lahko organizacije s starostno raznolikimi zaposlenimi veliko prednost, saj se lahko kar najbolje odzivajo na vse hitrejše spremembe v globalnem okolju. Vendar pa je od aktivnosti medgeneracijskega managementa odvisno, kako uspešno bodo znale starostno raznolikost izkoristiti.
Strateško naravnan sistem razvoja kadrov ne omogoča samo razvoja zaposlenih, temveč predvideva prihodnje potrebe, vpliva na načrtno zaposlovanje od zunaj in razvija zaposlene znotraj organizacije. S svojimi orodji vpliva na oblikovanje želene kulture, s tem pa ustvarja privlačnost organizacije za najboljše kadre od zunaj in ustvarja za lojalnost znotraj organizacije.